# Ohnivé vozy
Ohnivé vozy (v originále Chariots of Fire) je britské sportovní filmové drama. Film režíroval Hugh Hudson a hlavními herci jsou Ben Cross, Ian Charleson, Nigel Havers, Cheryl Campbell, Alice Krige a Ian Holm. Film měl premiéru ve Velké Británii v březnu 1981. Snímek získal celkově čtyři Oscary – nejlepší film, kostýmy, hudba a scénář. Film Ohnivé vozy líčí dramatickou cestu dvou britských atletů k účasti na olympijských hrách 1924 v Paříži a k jejich historickým vítězstvím v běžeckých disciplínách.
Film přitom nevěnuje takovou pozornost osudu oněch nakonec vítězných sportovců jako spíše jejich boji o toto vítězství, vedenému s vytrvalostí, ctižádosti a britskou fair play. Režisér Hugh Hudson tímto filmem sděluje své poselství o nutnosti důvěřovat ve vlastní sílu pozoruhodně estetickými stylovými záběry.

## Děj
Dílo se zabývá úsilím židovského sprintera Harolda Abrahamse a jeho zbožného křesťanského soupeře Erika Liddella, kteří bojovali za národní i osobní čest krátce po první světové válce. Jejich příběh je okořeněn hodnotami sebeobětování a fair play během jejich přípravy na letní olympijské hry v roce 1924 a bez zábran zdůrazňuje krásu tělesného půvabu. Během vzájemného soupeření si Abraham najme italského trenéra arabského původu Mussabiniho, oba sprinteři ohromí své cambridžské profesory a vzájemná rivalita odstartuje úspěch jejich týmových kolegů.
Ohnivé vozy v závěru dospějí k triumfálnímu vyvrcholení a k usmíření a svým způsobem přirovnávají atletiku k náboženskému přesvědčení, neboť Abrahams a Liddell nepředstavují pouhé loutky zmítané okolnostmi. Naopak se angažují ve výzvách své doby. Prosté drama o cestě za slávou na největším světovém mírovém kolbišti provázejí témata antisemitismu, britské klasické vzdělanosti a postrádá hollywoodskou studenou dokonalost.

## Obsazení
| Ben Cross        | Harold Abrahams     |
| Ian Charleson    | Eric Liddell        |
| Nicholas Farrell | Aubrey Montague     |
| Nigel Havers     | Lord Andrew Lindsay |
| Cheryl Campbell  | Jennie Liddell      |
| Alice Krige      | Sybil Gordon        |
| Ian Holm         | Sam Mussabini       |

## Výsledky
Film, který byl natočený bez účasti prominentních herců, přináší překvapivě až miliónové zisky.

## Ocenění

### Oscar(1981)
- 1981 Oscar za nejlepší film
- 1981 Oscar za nejlepší kostýmy (Milena Canonero)
- 1981 Oscar za nejlepší hudbu (Vangelis)
- 1981 Oscar za nejlepší originální scénář (Colin Welland)
- 1981 Nejlepší herec ve vedlejší roli (Ian Holm) – nominace
- 1981 Nejlepší režie (Hugh Hudson) – nominace
- 1981 Nejlepší střih (Terry Rawlings) – nominace

### Filmový festival v Cannes(1981)
Na Filmovým festivalu v Cannes roku (1981) film získal dvě ceny a byl nominován na cenu Zlatá palma.
- Nejlepší herec ve vedlejší roli – Ian Holm
- Cena poroty – Special Mention – Hugh Hudson
- Zlatá palma – Hugh Hudson – nominován

### BAFTA(1982)
- Cena BAFTA za nejlepší film (1982)